# Neocentropogon aeglefinus
Neocentropogon aeglefinus és una espècie de peix pertanyent a la família dels tetrarògids i a l'ordre dels escorpeniformes.

## Etimologia
Neocentropogon deriva dels mots grecs neos (nou), κέντρον (kéntron, fibló) i pogon (barba).

## Descripció
Fa 9,5 cm de llargària màxima.

## Hàbitat i distribució geogràfica
És un peix marí i bentònic (entre 115 i 172 m de fondària), el qual viu a la conca Indo-Pacífica: la plataforma continental des de l'estret de Bali i el mar de Banda fins a la mar de Timor (Indonèsia), Austràlia (Darwin -el Territori del Nord-, North West Cape -Austràlia Occidental- i Queensland), les illes Filipines i Malàisia.

## Observacions
És inofensiu per als humans i el seu índex de vulnerabilitat és moderat (37 de 100).